# Biblioteca della Libera Università di Bolzano
È situata nell'edificio principale della Libera Università di Bolzano (piazza Università, 1). Le altre sedi sono a Bressanone (Facoltà di Scienze della Formazione, viale Ratisbona, 16) e a Brunico (Campus Brunico, via Enrico Fermi, 6).

## Storia
Al momento della fondazione della Libera Università di Bolzano, il 31 ottobre 1997, non esistevano edifici già predisposti ad ospitare l’istituto universitario, per cui è stato necessario progettarli e costruirli appositamente. Fino all’ultimazione dei nuovi edifici, le biblioteche sono state ospitate in luoghi provvisori: mentre la biblioteca del campus principale di Bolzano è stata incorporata nell'ex ospedale provinciale (Altes Spital) nel centro di Bolzano, la sede di Bressanone, grazie ad una convenzione con lo Studio Teologico accademico, è stata in questa occasione ampliata significativamente e ricostruita.
Per l’Università di nuova fondazione, le sedi bibliotecarie di Bolzano e di Bressanone sono state integrate nei nuovi edifici (completamento dei lavori di costruzione a Bolzano nel 2003, a Bressanone nel 2004). Per la sede di Brunico, nel 2013 è stato costruito un edificio comune per ospitare sia la Biblioteca universitaria, che la Biblioteca civica della città. Dal 2017 la Biblioteca universitaria offre i suoi servizi anche agli istituti di ricerca e alle start-up del NOI Techpark Alto Adige nella zona industriale di Bolzano.

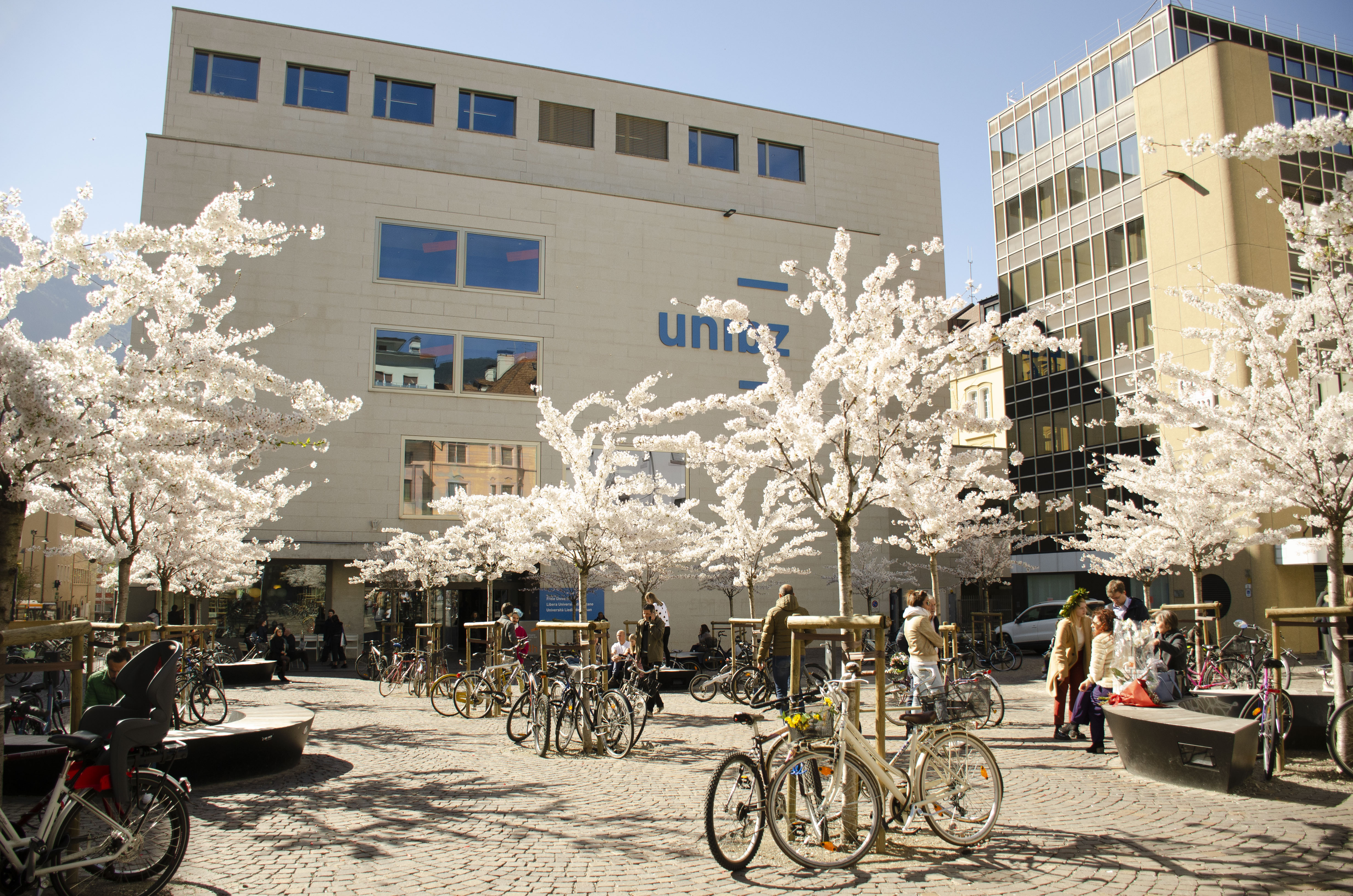
Bolzano - Vista esterna edificio universitario

## Organizzazione
La biblioteca è composta da sei reparti di lavoro:
- Management e Quality Management
- Online Services & Resources (Biblioteca digitale)
- Subject & Liasion Librarians (consulenza e supporto specialistico per studenti e ricercatori)
- Customer Service (servizi di biblioteca non elettronici e servizio al pubblico)
- Media Processing (acquisizione, sviluppo e fornitura di supporti per l’informazione)
- Bozen-Bolzano University Press
- Rare Books and ManuscriptsBiblioteca universitaria a Bolzano - Interno

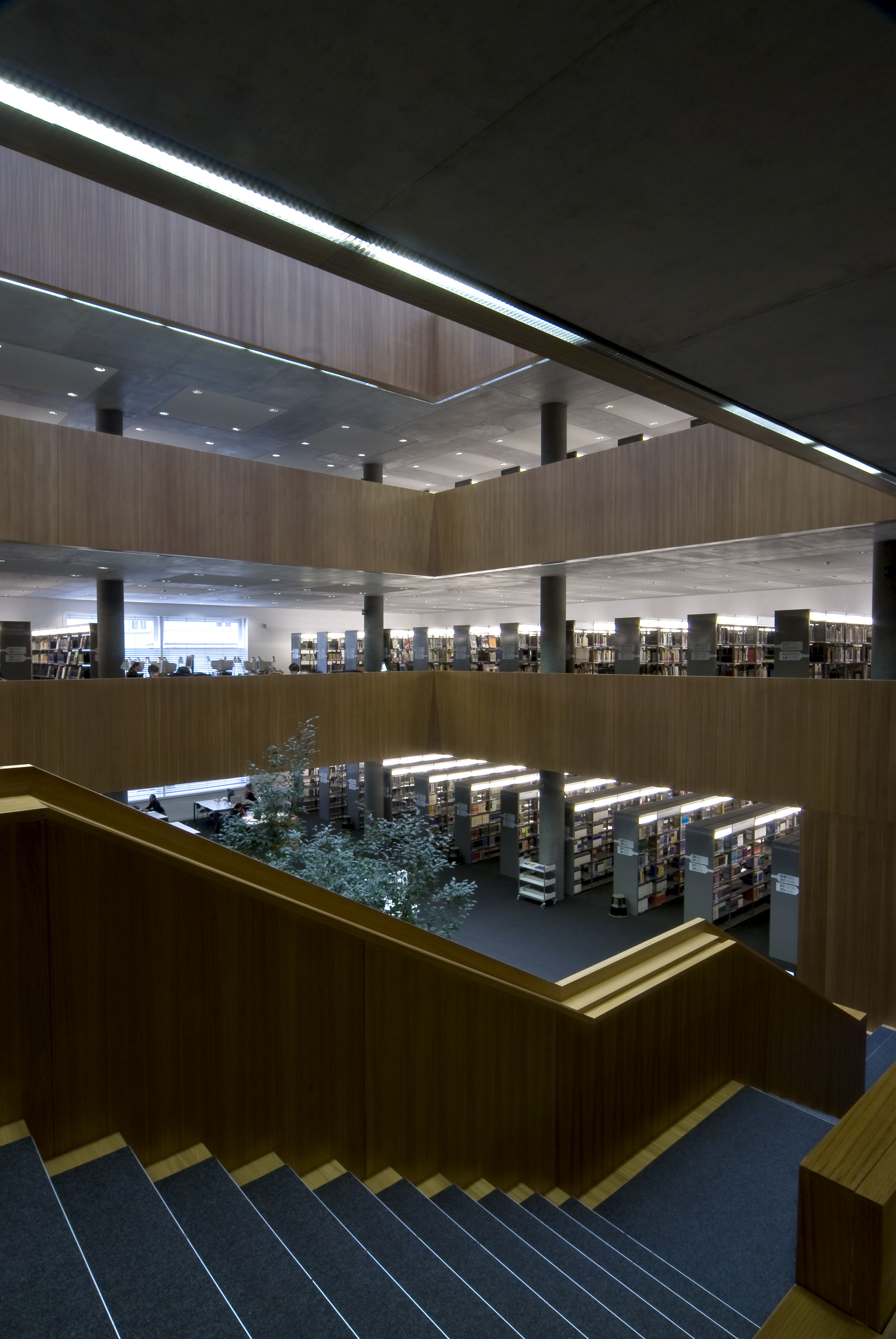
Biblioteca universitaria a Bolzano - Interno

Durante l'anno accademico la Biblioteca di Bolzano rimane aperta fino alle ore 24:00.
Gli studenti in fase di stesura tesi, i dottorandi e i docenti, su richiesta possono usufruire di un accesso speciale al di fuori degli usuali orari di apertura. A Brunico gli studenti possono utilizzare la biblioteca ogni giorno della settimana dalle ore 8:00 alle 22:00.

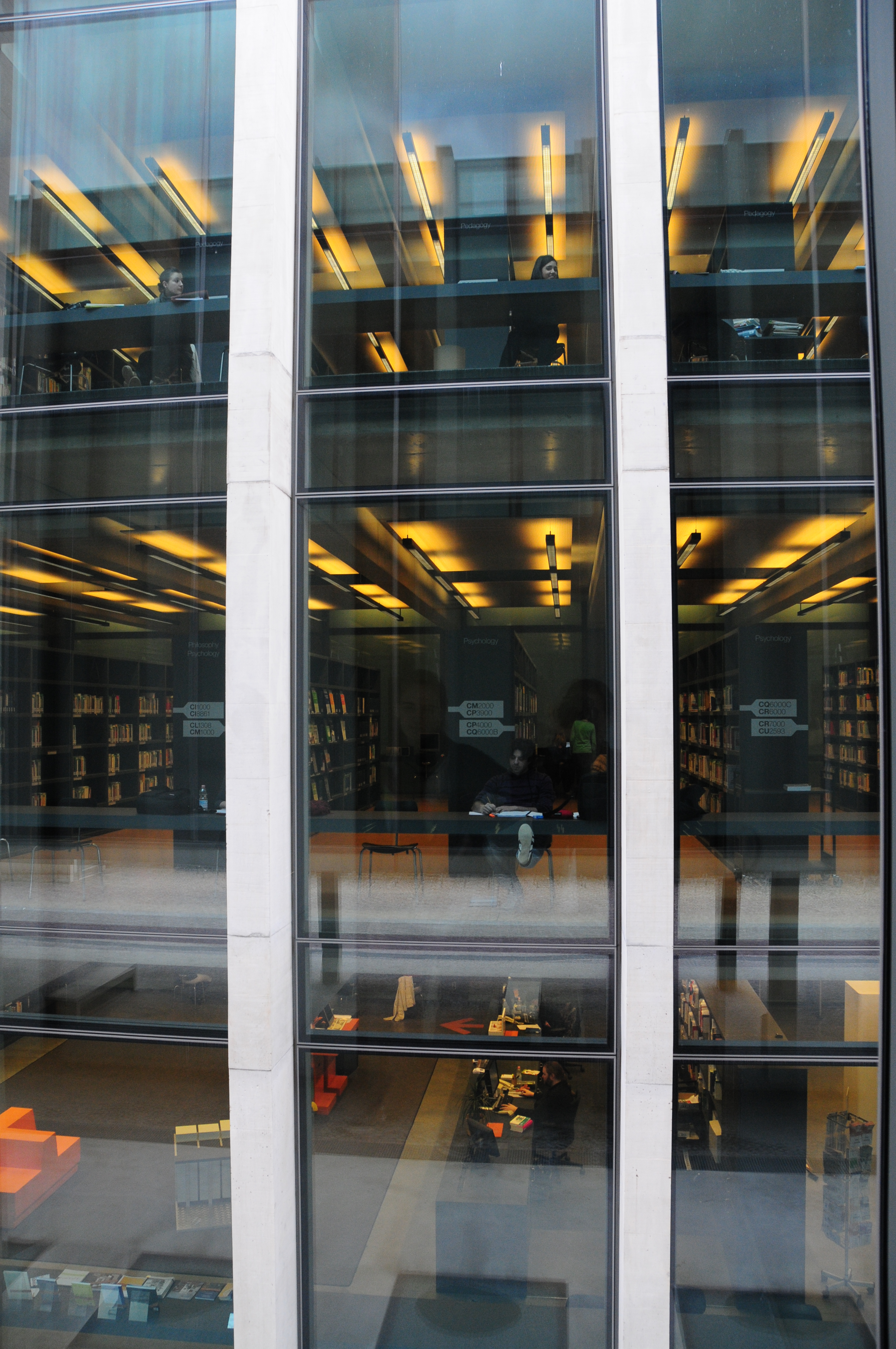
Biblioteca universitaria a Bressanone

## La Biblioteca scientifica dell’Alto Adige
La Biblioteca offre un servizio di corriere gratuito tra le singole sedi della Biblioteca universitaria e le seguenti biblioteche pubbliche: Schlandersburg a Silandro in Val Venosta, Istitut Ladin "Micurà de Rü" a San Martino in Badia e la Biblioteca civica di Merano.
Dal 1997, nell'ambito del progetto "Censimento delle biblioteche storiche dell’Alto Adige - CBS", finanziato dalla Fondazione Cassa di Risparmio dell'Alto Adige, sono stati catalogati i fondi librari di numerose biblioteche di conventi, di diverse biblioteche parrocchiali e di collezioni private in Alto Adige. Fin dall'inizio del progetto, la Libera Università di Bolzano ha effettuato un servizio di hosting dei dati. Nel 2016 il possesso del vasto patrimonio di dati è passato alla Biblioteca universitaria di Bolzano. Dalla fine del 2017 i dati del CBS sono stati integrati nel catalogo della "Biblioteca scientifica dell'Alto Adige".

## Patrimonio e aree tematiche della Biblioteca

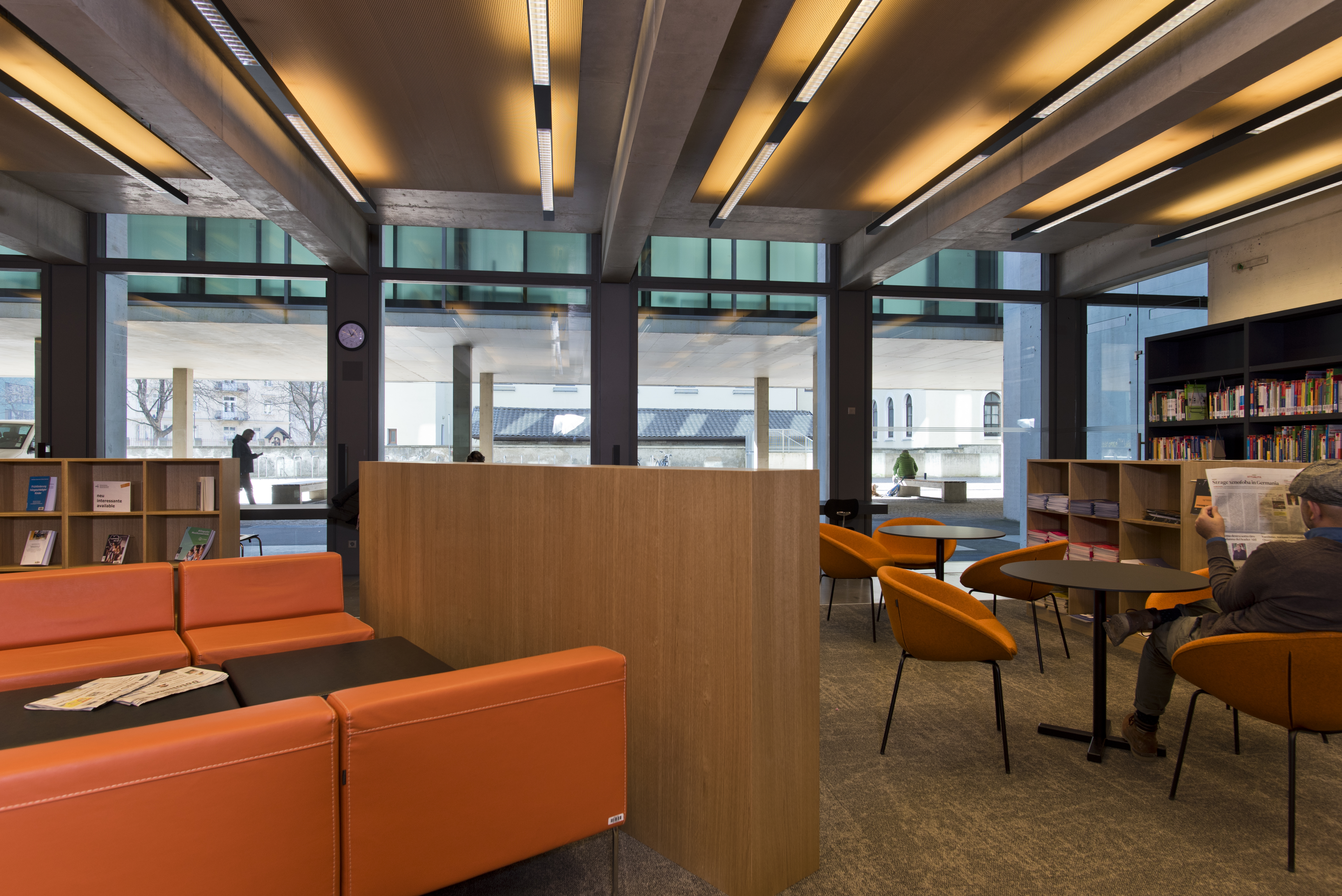
Biblioteca universitaria a Bressanone - Interno

Il patrimonio della Biblioteca è orientato verso le aree di studio e di ricerca di particolari istituzioni dell'Università (Laboratorio didattico EduSpace, Centro di Competenza per l'Inclusione scolastica Archiviato il 22 luglio 2020 in Internet Archive., Centro di Competenza per la Storia regionale, Centro linguistico, Centro di Competenza per il Turismo e la Mobilità) e delle cinque Facoltà della Libera Università di Bolzano (13 corsi Bachelor, 16 Master e 7 Dottorati di ricerca, EduSpaces con Laboratorio didattico, Centro di Ricerca e Documentazione per la Storia dell'Educazione in Alto Adige; status agosto 2019).
Il Laboratorio didattico compreso negli EduSpaces è integrato negli spazi della biblioteca della sede di Bressanone. I materiali che vengono creati in questi spazi in modalità di apprendimento cooperativo basato sulla ricerca educativa, sono disponibili in biblioteca. Per rendere i materiali facilmente ricercabili, la Biblioteca universitaria ha istituito nel 2015 il Laboratorio didattico virtuale. I materiali forniti dal Laboratorio didattico vengono continuamente classificati secondo le linee guida quadro per l'insegnamento in Alto Adige.
Il trilinguismo caratterizza la Libera Università di Bolzano e viene dunque promosso soprattutto lo sviluppo delle collezioni nelle lingue Tedesco, Inglese e Italiano. Da anni la biblioteca utilizza con successo gli approval plans (selezione e acquisizione automatizzata di media) e la Patron-driven acquisition.
Il patrimonio della biblioteca è stato sviluppato principalmente nei seguenti settori: economia, diritto, scienze agrarie, ingegneria, educazione, psicologia, sociologia, informatica, arte e linguistica. Inoltre, vengono acquistati media provenienti dalle aree scientifiche affini, oltre a strumenti per lo studio delle lingue.
I media della Biblioteca universitaria sono ad accesso aperto e seguono la Regensburger Verbundklassifikation (RVK). L'intero patrimonio di media può essere ricercato nel catalogo online.

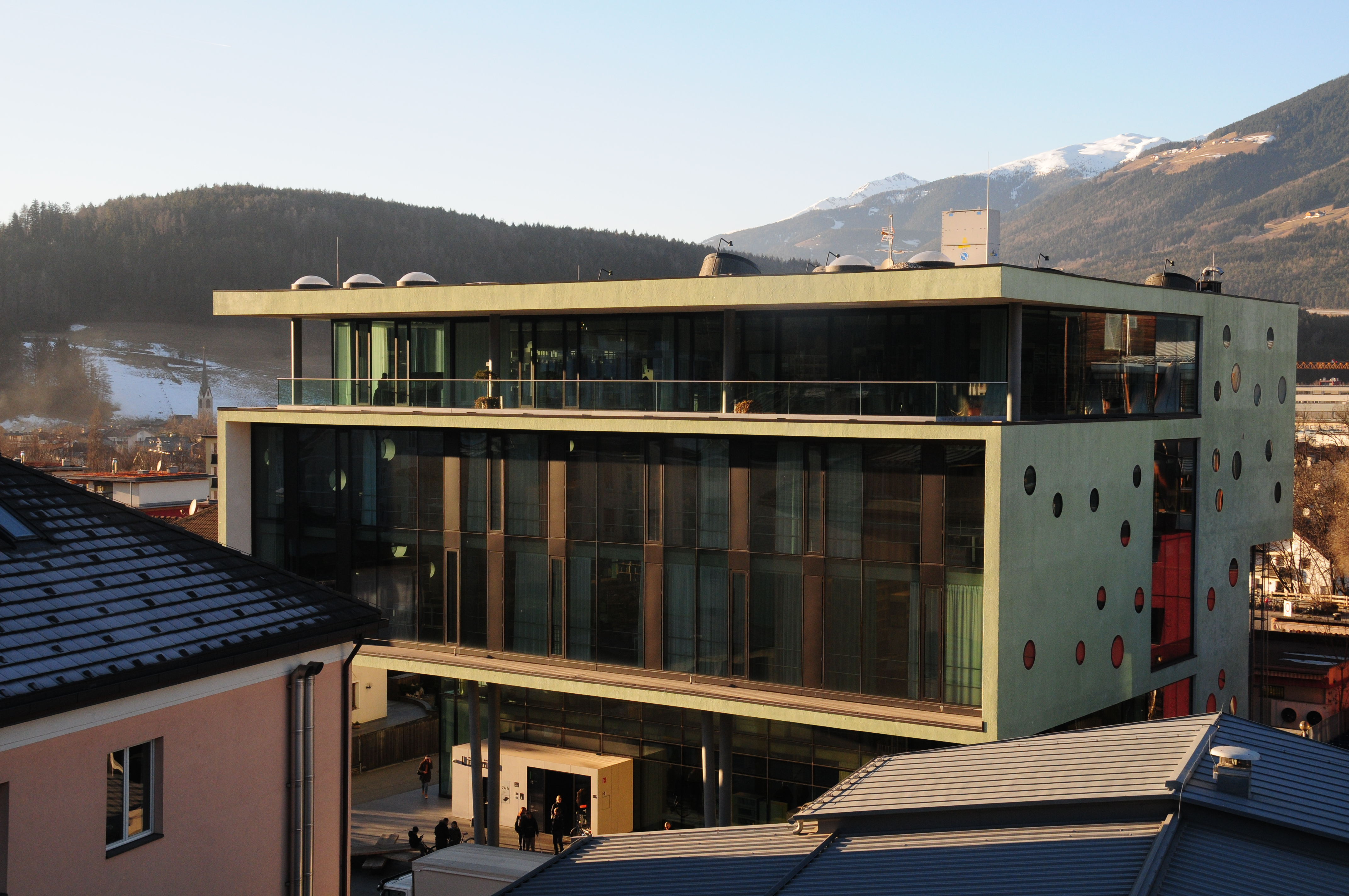
Biblioteca civica e universitaria di Brunico

Nel 2012 il metacatalogo è stato sostituito da un Discovery System, che offre la possibilità di trovare sia risorse elettroniche, che cartacee, attraverso un'unica ricerca. Pertanto, "La Biblioteca scientifica dell'Alto Adige" è stata concepita come piattaforma di ricerca e catalogo interbibliotecario, in un layout rinnovato e moderno e adatto all'utilizzo su tutti i dispositivi mobili. Nel 2013 la Biblioteca universitaria ha sostituito il sistema gestionale bibliotecario. Ha partecipato al programma "Early Adopter Program" di Ex Libris ed è stata la prima biblioteca in Europa continentale presente online con il sistema Alma di Ex Libris. (cfr. Buoso, 2017).

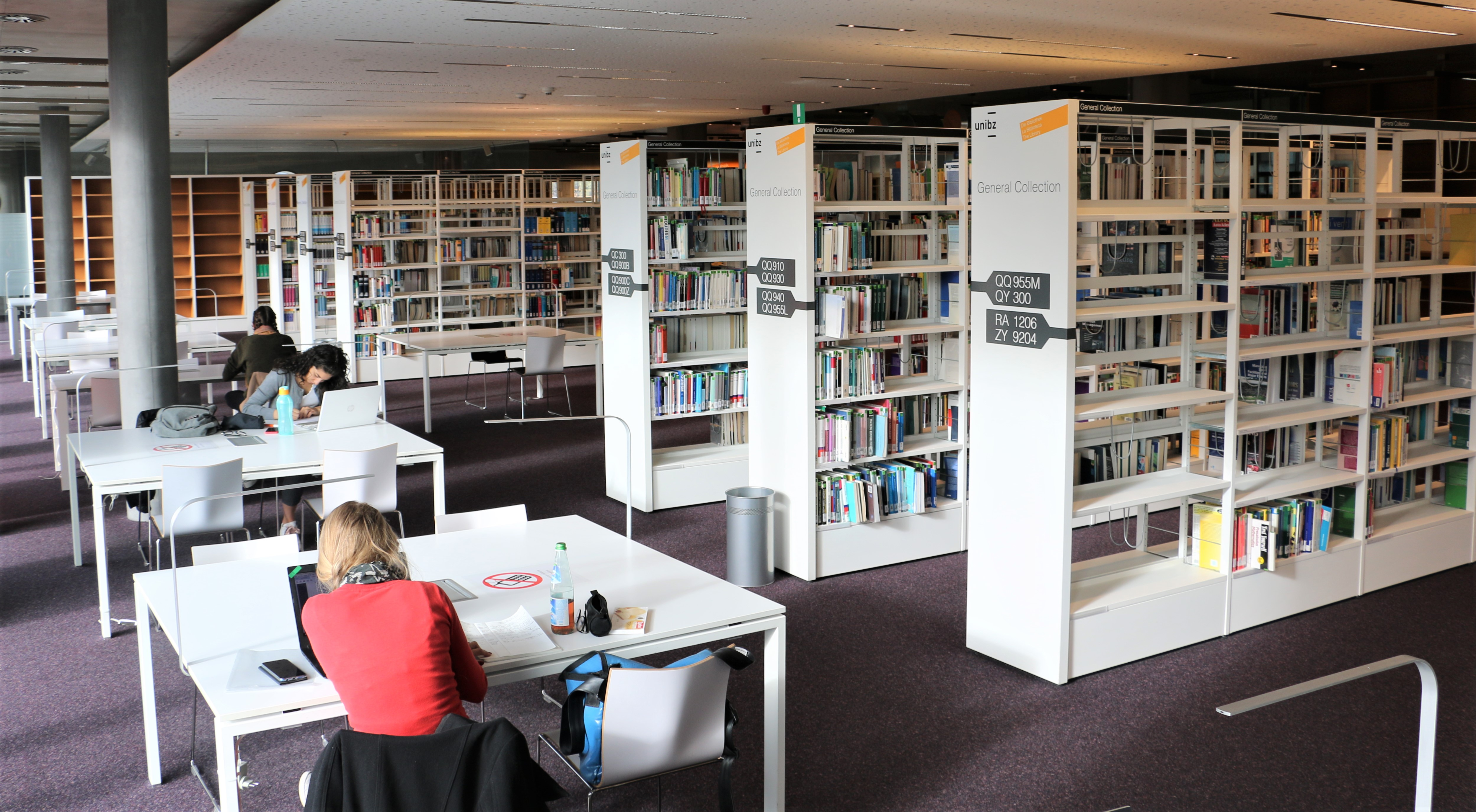
Biblioteca universitaria a Brunico - Interno

## Collezioni e utilizzo (15/03/2021)
- 295.442 Libri e non-book material
- 459.009 E-books
- 132.991 E-Journals & E-Resources
- 338 E-Collections
- 1.243.357 Downloads
- 391.928 richieste di ricerca in PRIMO
- 201 ore di consulenza specializzata e insegnamento di Information Literacy (1.257 partecipanti)
- 126.458 Visite alla biblioteca
- 2.540 Ordini di prestito interbibliotecario
- 3 sedi
- 8.253 m² di area
- 936 posti a sedere
- 182 computer portatili disponibili per il prestito

## Ranking
Come altre biblioteche scientifiche, la Biblioteca universitaria di Bolzano ha utilizzato il sistema di benchmarking per le biblioteche scientifiche, il cosiddetto BIX Library Index (sospeso nel 2015), per il proprio posizionamento e per migliorare i propri servizi. La rispettiva misurazione delle prestazioni ha comportato un'analisi e una valutazione precisa dei dati sulle prestazioni nei quattro settori dell'offerta e delle attrezzature, l'orientamento al cliente, l'uso ottimale delle risorse di materiale e di personale e il rispettivo sviluppo.
- 2015: 3,5 stelle sul BIX
- 2014: 4 stelle al BIX
- 2013: 3,5 stelle al BIX
- 2012: 4 stelle al BIX
- 2008, 2009, 2011: 2º posto al BIX
- 2010: 3º posto al BIX